# Psalm 31
Psalm 31 is een psalm uit de Psalmen in de Hebreeuwse Bijbel (in de Septuagint en de Vulgaat Psalm 30) en een psalm van David.  In het Latijn worden vaak de eerste woorden van de psalm (na het opschrift) als naam ervan gebruikt: In te, Domine, speravi, "Bij U, Heer, schuil ik".
De auteur noemt God zijn "rots" (die hem tegen aanvallen beschermt) en zijn "vesting" (die hem aan alle kanten beschermt). Hij noemt ook zijn lichamelijke kwalen - zijn ogen zijn gezwollen, zijn ziel en lichaam verkwijnen. De psalm eindigt met een toon van hoop: "De HEER behoedt de standvastigen, voorgoed rekent Hij af met de hoogmoedigen".
De woorden "In uw hand beveel ik mijn geest" uit Psalm 31:6a waren de laatste woorden van veel mensen met grote betekenis voor het christendom, waaronder Jezus (Lucas 23:46), Bernardus van Clairvaux, Hiëronymus van Praag, Maarten Luther en Philip Melanchthon. "Mijn tijden zijn in Uw hand" uit deze psalm (vers 16a) is ook een vaak geciteerde uitdrukking. Deze zinsnede staat in het Ikazia Ziekenhuis te Rotterdam in steen gebeiteld.

## Muziek
De Psalm is diverse malen berijmd in de Geneefse psalmen. De psalm kan hierdoor worden gezongen in de Psalmberijming van 1773, de nieuwe berijming van 1967, de berijming uit het Gereformeerd Kerkboek en in De Nieuwe Psalmberijming uit 2020.
1 · 2 · 3 · 4 · 5 · 6 · 7 · 8 · 9 · 10 · 11 · 12 · 13 · 14 · 15 · 16 · 17 · 18 · 19 · 20 · 21 · 22 · 23 · 24 · 25 · 26 · 27 · 28 · 29 · 30 · 31 · 32 · 33 · 34 · 35 · 36 · 37 · 38 · 39 · 40 · 41 · 42 · 43 · 44 · 45 · 46 · 47 · 48 · 49 · 50 · 51 · 52 · 53 · 54 · 55 · 56 · 57 · 58 · 59 · 60 · 61 · 62 · 63 · 64 · 65 · 66 · 67 · 68 · 69 · 70 · 71 · 72 · 73 · 74 · 75 · 76 · 77 · 78 · 79 · 80 · 81 · 82 · 83 · 84 · 85 · 86 · 87 · 88 · 89 · 90 · 91 · 92 · 93 · 94 · 95 · 96 · 97 · 98 · 99 · 100 · 101 · 102 · 103 · 104 · 105 · 106 · 107 · 108 · 109 · 110 · 111 · 112 · 113 · 114 · 115 · 116 · 117 · 118 · 119 · 120 · 121 · 122 · 123 · 124 · 125 · 126 · 127 · 128 · 129 · 130 · 131 · 132 · 133 · 134 · 135 · 136 · 137 · 138 · 139 · 140 · 141 · 142 · 143 · 144 · 145 · 146 · 147 · 148 · 149 · 150 · 151